# حي الأمير محمد
يعتبر حي الأمير محمد في مدينة الزرقاء من أبرز الأحياء في المدينة لموقعه المميز فهو بجانب الزرقاء الجديدة ويمثل هذا الحي قلب الزرقاء النابض لوقوعه في وسط مدينة الزرقاء كما يتميز بوجود منازل ذات طراز حديث ويرتبط بشبكة مواصلات مع باقي أحياء الزرقاء